# Time (album de Lionel Richie)
Pour les articles homonymes, voir Time.
Albums de Lionel Richie
Truly: The Love Songs
(1997) Renaissance
(2000)
Singles
1. Time
Sortie : 1998
2. I Hear Your Voice
Sortie : 1998
3. Closest Thing to Heaven
Sortie : 1998

Time est le cinquième album studio du chanteur américain Lionel Richie, sorti le 23 juin 1998 chez Mercury Records.

## Liste des titres
| No  | Titre                       | Auteur                                                     | Producteur(s)         | Durée |
| --- | --------------------------- | ---------------------------------------------------------- | --------------------- | ----- |
| 1.  | Zoomin'                     | - Lionel Richie - Lloyd Tolbert - James Anthony Carmichael | - Richie - Carmichael | 4:23  |
| 2.  | I Hear Your Voice           | - Richie - Diane Warren - David Foster                     | Foster                | 4:00  |
| 3.  | Touch                       | - Richie - Tolbert                                         | - Richie - Carmichael | 5:08  |
| 4.  | Forever                     | Richie                                                     | - Richie - Carmichael | 6:13  |
| 5.  | Everytime                   | Richie                                                     | - Richie - Carmichael | 4:15  |
| 6.  | Time                        | Richie                                                     | - Richie - Carmichael | 6:11  |
| 7.  | To the Rhythm               | - Richie - Da Boogie Man                                   | - Richie - Carmichael | 5:14  |
| 8.  | Stay                        | - Richie - Tolbert                                         | - Richie - Carmichael | 4:09  |
| 9.  | (That's) The Way I Feel     | - Richie - Keith Andes                                     | - Richie - Carmichael | 3:07  |
| 10. | The Closest Thing to Heaven | Warren                                                     | Foster                | 4:00  |
| 11. | Someday                     | - Richie - Dinky Bingham - Andre Betts                     | - Richie - Carmichael | 4:23  |
| 12. | Lady (en)                   | Richie                                                     | Richie                | 4:26  |

## Classements hebdomadaires
| Classement (1998)                   | Meilleure position |
| ----------------------------------- | ------------------ |
| Allemagne (Media Control AG)        | 15                 |
| Autriche (Ö3 Austria Top 40)        | 16                 |
| États-Unis (Billboard 200)          | 152                |
| États-Unis (Top R&B/Hip-Hop Albums) | 77                 |
| France (SNEP)                       | 35                 |
| Pays-Bas (Mega Album Top 100)       | 71                 |
| Royaume-Uni (UK Albums Chart)       | 31                 |
| Suisse (Schweizer Hitparade)        | 9                  |